# Fluorure de sodium
«  NaF » redirige ici. Pour les autres significations, voir NAF.
Le fluorure de sodium est un composé chimique de formule NaF. Il s'agit d'un solide incolore utilisé comme source d'ions fluorures dans diverses applications. Il est moins cher et moins hygroscopique que le fluorure de potassium.
Le fluorure de sodium fait partie des « médicaments essentiels » listés par l'Organisation mondiale de la santé (liste mise à jour en avril 2013).

## Propriétés
Le fluorure de sodium est un composé ionique qui se dissout pour donner les ions Na+ et F−. Il cristallise avec une structure cubique type NaCl où les cations et les anions occupent tous les sites octaédriques,. La forme minérale de NaF est la villiaumite, plutôt rare.

## Production
Le NaF est préparé par neutralisation de l'acide fluorhydrique ou de l'acide hexafluorosilicique, sous-produits de la production d'engrais à base de monophosphate de calcium. La neutralisation se fait avec l'hydroxyde de sodium et le carbonate de sodium par exemple. Des alcools peuvent être utilisés pour faire précipiter NaF :
HF  +  NaOH  →   NaF  +  H2O
Dans des solutions contenant HF, le fluorure de sodium précipite sous forme de sel bifluorure NaHF2. NaF est obtenu par chauffage.
HF  +  NaF  ⇌   NaHF2
Selon un rapport de 1986, la consommation mondiale de NaF s'élevait à 7 millions de tonnes.

## Utilisation
Le fluorure de sodium est le composé le plus fréquemment utilisé comme principal agent actif de la plupart des dentifrices.

## Précautions d'emploi
Le fluorure de sodium est très toxique, et le seul fait de le respirer ou de l'inhaler peut être dangereux. Il affecte le système circulatoire, le cœur, le squelette, le système nerveux central et les reins. À terme, il peut même causer la mort. D'autre part, il est très irritant pour la peau, les yeux et le tractus respiratoire.
En cas d'inhalation, il est nécessaire de s'écarter de toute source de poussières, de se moucher, de respirer sous oxygène artificiel si nécessaire et de consulter un médecin. En cas de contact avec les yeux et la peau, il faut se rincer abondamment à l'eau et surveiller s'il y a des complications,.

## Dans la fiction
Dans son roman La Vengeance du Kremlin (2013), l'écrivain Gérard de Villiers suppose que c'est Vladimir Poutine qui a donné l'ordre à ses services secrets d'assassiner Boris Berezovsky par empoisonnement au fluorure de sodium, d'une manière telle que la mort puisse raisonnablement apparaître comme étant un suicide.